# 2015 في تركيا
فيما يلي قوائم الأحداث التي وقعت خلال عام 2015 في تركيا.

## أحداث
- 7 يونيو – الانتخابات التشريعية التركية يونيو 2015
- 1 يناير – أزمة الكهرباء في تركيا عام 2015
- 10 أكتوبر – تفجيرا أنقرة 2015
- 1 نوفمبر – الانتخابات التشريعية التركية نوفمبر 2015
- 20 يوليو – تفجير سروج 2015

## سياسة

### تعيين في المنصب
- 7 يونيو – فيليكناس أوجا عضو في البرلمان التركي.
- 1 نوفمبر – إسماعيل كهرمان عضو في البرلمان التركي،نائب رئيس مجلس الأمة [الإنجليزية]‏.

## رياضة
- 1 يناير – طواف تركيا 2015 الفائز كريستييان وراسيك.

## أفلام
من الأفلام التي صدرت هذه السنة في تركيا:
- 1 يناير – ما تبقى منك لي من إخراج عبدالله اوغوز [الإنجليزية]‏.
- 16 مايو – البيات الشتوي من إخراج سيامك شايقي، نورى بيلجى جيلان.
- 19 مايو – موستانغ من إخراج دينيز غامزي إرغوفين.
- 24 ديسمبر – زهرة الغاب من إخراج علي بلجين  [لغات أخرى]‏.

## برامج ومسلسلات وأنمي
- الأزهار الحزينة
- الهارب
- القبضاي
- حب أعمى
- العشق الأسود
- اسمه السعادة
- حب للإيجار
- حريم السلطان-السلطانة قسم
- حرب الورود
- مد جزر
- موسم الكرز
- بنات الشمس
- زهرة القصر
- بويراز كارايل

## وفيات

### يناير
- 16 يناير – عفت إيلجاز (مواليد 1937) مؤلفة تركية.

### فبراير
- 8 فبراير – مزين سنار (مواليد 1918) موسيقية تركية.
- 11 فبراير – مقتل أوزكه جان أصلان (مواليد 1995)
- 28 فبراير – يشار كمال (مواليد 1923) روائي تركي.

### مايو
- 9 مايو – كنعان أورن (مواليد 1917) سياسي تركي.

### يونيو
- 17 يونيو – سليمان دميرل (مواليد 1924) سياسي تركي.
- 23 يونيو – ماجلي نويل (مواليد 1932)

### أغسطس
- 9 أغسطس – فكرت أوطيام (مواليد 1926)
- 19 أغسطس – فكري أليكان (مواليد 1929)

### أكتوبر
- 7 أكتوبر – سينور سيزار (مواليد 1943) كاتبة تركية.
- 15 أكتوبر – شرف الدين طوران (مواليد 1925) مؤلف تركي.
- 22 أكتوبر – نورهان كاراداغ (مواليد 1943)

### نوفمبر
- 4 نوفمبر – جولتين أكين (مواليد 1933)
- 28 نوفمبر – طاهر ألجي (مواليد 1966)

### ديسمبر
- 23 ديسمبر – بولنت اولوسو (مواليد 1923)
- 23 ديسمبر – نعمت اوزجوتش (مواليد 1916) عالمة آثار تركية.